# 毕士大池

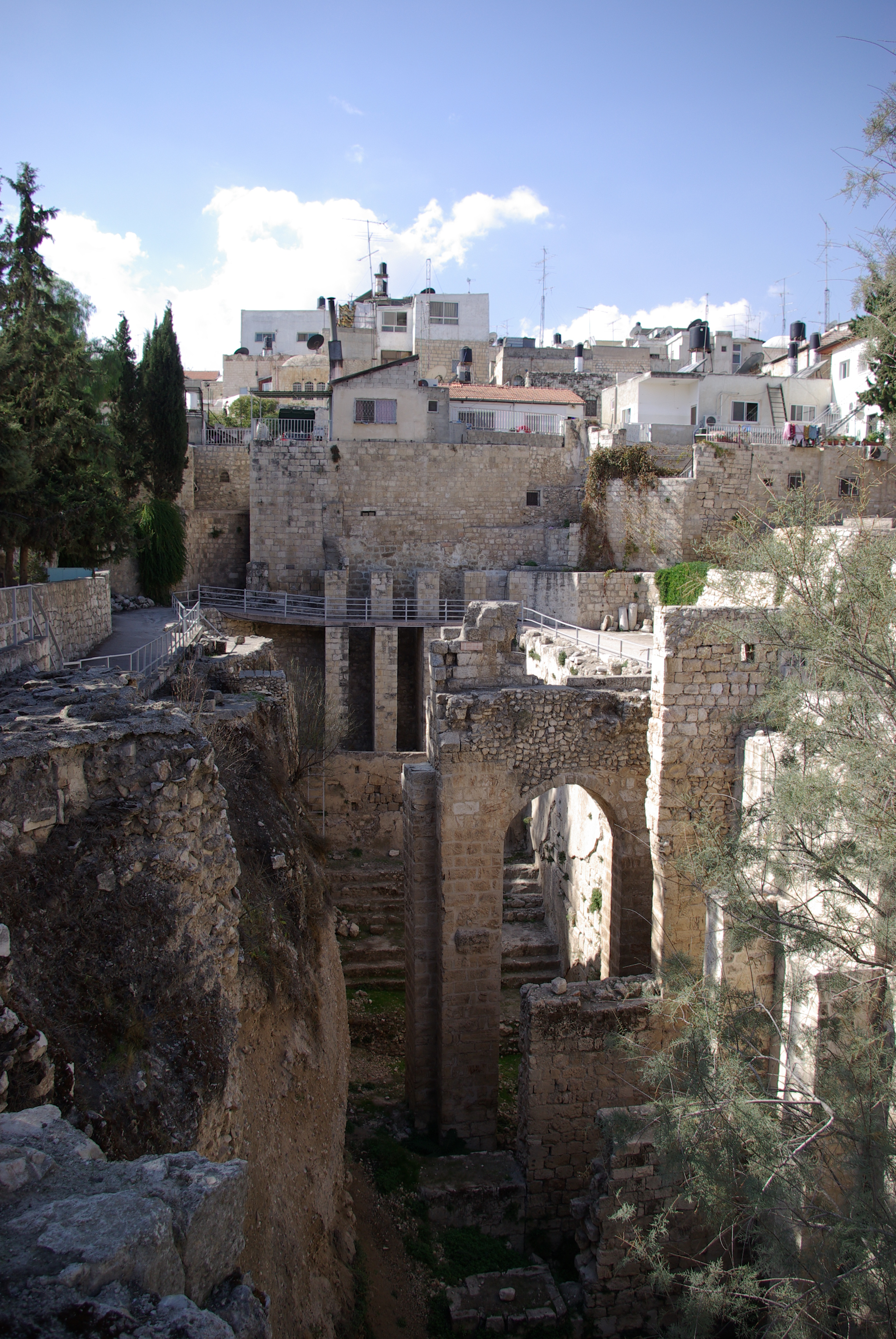
毕士大池

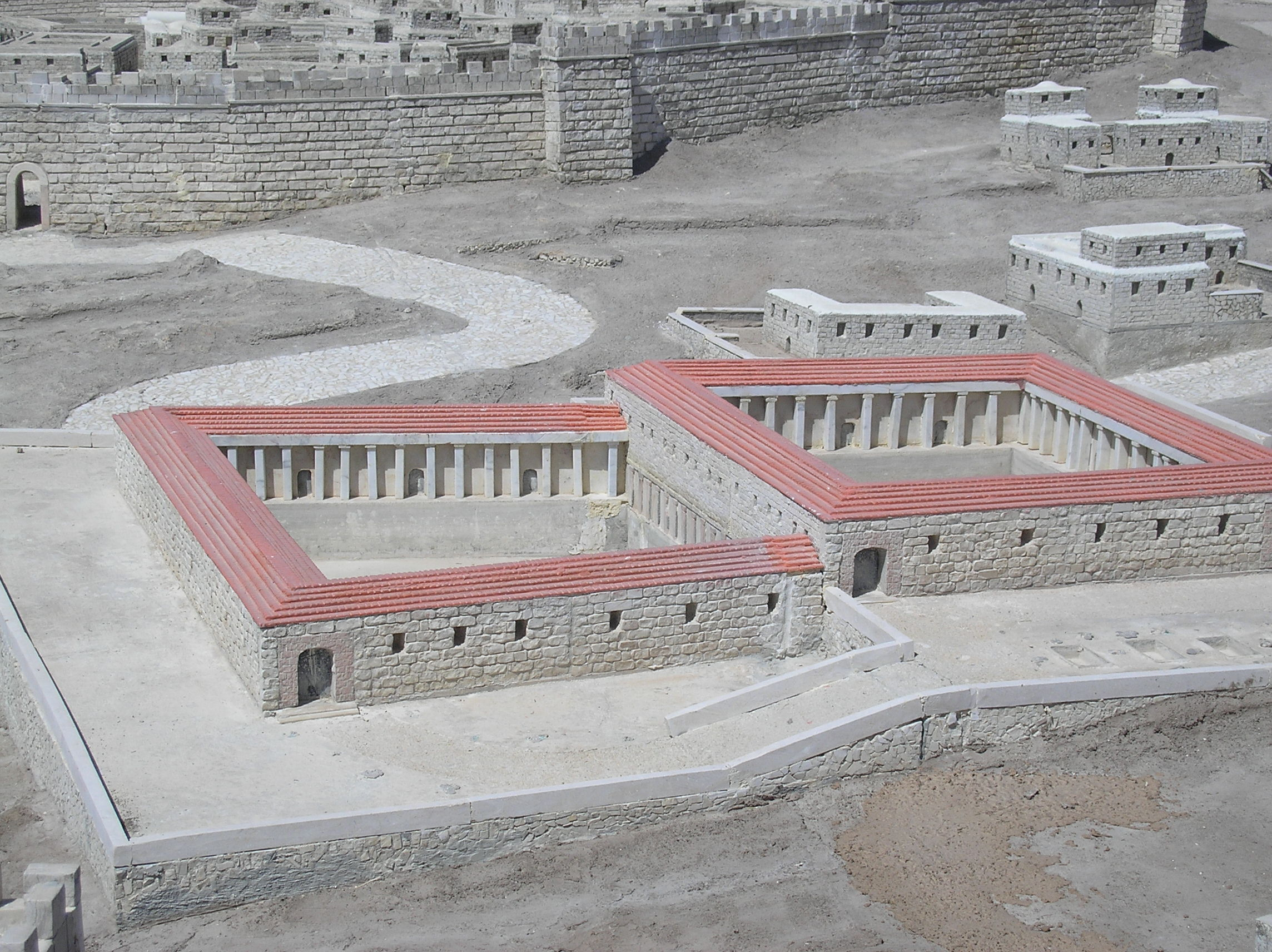
第二圣殿时期的毕士大池 - 以色列博物馆的模型

毕士大池（Bethesda）是耶路撒冷旧城的穆斯林区的一组水池。因靠近古代的“羊门”（今天的狮子门附近），自从4世纪又被称为“羊池”，但今天认为是一个错误的翻译。

## 历史
毕士大池的历史开始于公元前8世纪，当时修建了一道水坝，形成一个用于积蓄雨水的水库。水坝的闸门可以控制水量，通过一条从岩石中开挖的渠道，水库的水源源不断供应这个城市。这个水库称为“上池” (בריכה העליונה)。大约公元前200年，大祭司Simon II时期，关闭了渠道，并在水坝南侧增加了第二个水池。虽然民间传说认为，这水池清是用于洗羊，但这是不太可能的，因为水池用作城市的水源，而且深达13米。
公元前一世纪，两个水池东面的天然洞穴改为小浴室，作为医神阿斯克勒庇俄斯庙的一部分 然而，《密西拿》暗示其中至少一个水池供奉的是幸运女神福爾圖娜，而不是医神阿斯克勒庇俄斯。学者认为，这个神庙是由附近安东尼城堡的 罗马驻军所建立，他们也能保护神庙免受攻击。因为阿斯克勒庇俄斯庙的位置，当时在城墙以外，因此犹太人容忍了它的存在。犹太人不能允许非犹太宗教出现在他们的圣城内。
公元一世纪中期，希律阿格里帕扩大了城墙，将其圈入城内。哈德良重建耶路撒冷时，沿水坝修筑一条道路，并将医神庙扩建为供奉阿斯克勒庇俄斯和塞拉皮斯的大型神庙。在拜占庭帝国时期，医神庙改为教堂。 
十字军征服耶路撒冷之后，教堂重建，但规模要小得多。萨拉丁夺取耶路撒冷后，将其改为学校。这座建筑物逐渐荒废，成为垃圾堆。十九世纪初，奥斯曼帝国为表示感谢，准备将毕士大池或者塞浦路斯送给维多利亚女王；圣公会教会建议选择毕士大池，但是维多利亚选择了塞浦路斯，因此在1856年，奥斯曼帝国将这个地方送给法国。法国人在古代遗址的东南角兴建了圣亚纳教堂（Church of Saint Anne）。

## 聖經故事
在新約聖經《約翰福音》第5章第2节参～《約翰福音》第5章第9节参裡有一段故事，以畢士大池作為舞台。
彼時畢士大池有「天使會下凡攪動池水，先下水者可獲得治療」傳說，因而池邊有許多病痛患者等待。耶穌行經此地，向一位患者詢問緣由後，對他說：「起來、拿你的褥子走罷。」即讓對方痊癒了。